# ヴィルヘルム・フォン・ヴュルテンベルク (1828-1896)
ヴィルヘルム・フォン・ヴュルテンベルク（Wilhelm von Württemberg, 1828年7月20日 - 1896年11月6日）は、ヴュルテンベルクの王族で、オーストリア＝ハンガリーの将軍。ヴュルテンベルク公（Herzog von Württemberg）。1878年から1881年まで、オーストリア施政下のボスニア・ヘルツェゴビナ総督を務めた。

## 生涯
ロシアの将軍だったヴュルテンベルク公オイゲンと、その2番目の妻でホーエンローエ＝ランゲンブルク侯カール・ルートヴィヒの娘であるヘレーネの間に生まれた。ジュネーヴ大学やボン大学などで学んだ後、1848年に少尉としてオーストリア軍に入隊した。1849年3月のピエモンテ＝サルデーニャとの戦争では何度か負傷したが、その勇敢さをヨーゼフ・ラデツキー元帥に称賛され、すぐに大尉に昇進する。1853年に少佐、1857年に中佐となり、1859年には第27歩兵連隊の司令官となった。同じ1859年に起きた第二次イタリア独立戦争では、マジェンタの戦いで奮戦して上官のヴィルヘルム・ラミング准将やエドゥアルト・クラム＝ガラス少将のみならず敵軍にまで感銘を与えたという。ヴィルヘルムは1866年には准将に昇進し、北部軍所属の旅団長としてケーニヒグレーツの戦いをはじめ各地で戦った。その後麾下の旅団と一緒にトリエステに進駐し、さらに1869年にはプラハの第11師団長に転任し、同年に少将に昇格した。ヴィルヘルムは普仏戦争ではドイツ側で戦い、また1878年には露土戦争にも参加している。
ヴィルヘルムはオーストリア軍によるボスニア占領作戦でも優秀な働きを見せたため、皇帝は彼の功績に報いるためヴィルヘルムを中将に任じ、第18軍団の総司令官とした。第18軍団総司令としての任務は、ボスニア西部全域の征服の完了と治安回復であった。1878年から、ヴィルヘルムはボスニア・ヘルツェゴビナを軍事的、政治的に組織化する任務を負い、この地域の総司令官兼行政上の長とされ、事実上のボスニア・ヘルツェゴビナ総督となった。彼は軍事的、経済的効率を十分に考慮して数多くの交通路を整備し、この交通路はのちにボスニアの情報網の発展に大いに貢献することになった。サラエヴォには非常に短期間のうちに少年たちが集められて全寮制の軍学校が設置され、その後に行政官や司法官を育成するための学校も創られていった。
1883年、ヴィルヘルムはレンベルク駐在の第11軍団の総司令官に転任し、さらに1889年にはグラーツの第3軍団の司令官となった。しかし1891年にヴュルテンベルク王カール1世が死んでヴィルヘルム2世が即位すると、新王の推定相続人であるヴィルヘルムは退役してヴュルテンベルクに移ることになった。ヴィルヘルムは生涯未婚であり、また数々の戦争での負傷やイタリアでの馬車事故の後遺症のためすっかり体を痛めていた。1896年、療養中に南チロルのメラーノで死去。68歳没。